# Oberon (programmeringssprog)
 For alternative betydninger, se Oberon. (Se også artikler, som begynder med Oberon)
Oberon  er et programmeringssprog, udviklet i 1986 af den schweiziske datalog Niklaus Wirth der også står bag Algol W, Pascal, Modula, Modula-2.
| Programmering | Spire Denne artikel om datalogi eller et datalogi-relateret emne er en spire som bør udbygges. Du er velkommen til at hjælpe Wikipedia ved at udvide den. |